# Aangeschreven cirkel

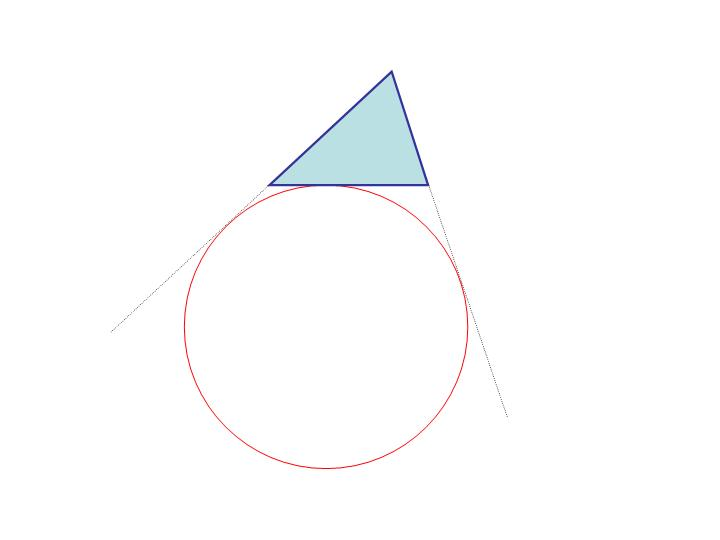
Aangeschreven cirkel

De ingeschreven (paars) en drie aangeschreven (blauw) cirkels

In de meetkunde is een aangeschreven cirkel van een driehoek een cirkel die één zijde raakt en tevens raakt aan de verlengden van beide andere zijden. Elke driehoek heeft drie aangeschreven cirkels.
Het middelpunt van een aangeschreven cirkel vindt men door het snijden van twee buitenbissectrices van hoeken van de driehoek, en ligt op de binnenbissectrice van de derde hoek.

## Middelpunten
De middelpunten van de aangeschreven cirkels worden meestal aangeduid met {\displaystyle \,I_{a}}, {\displaystyle \,I_{b}} en {\displaystyle \,I_{c}}, zodanig dat bijvoorbeeld {\displaystyle I_{a}} op de binnenbissectrice van A ligt. Barycentrische coördinaten zijn
- {\displaystyle \displaystyle I_{a}=(-a:b:c)}
- {\displaystyle \displaystyle I_{b}=(a:-b:c)}
- {\displaystyle \displaystyle I_{c}=(a:b:-c)}

De driehoek {\displaystyle \,I_{a}I_{b}I_{c}} is de antivoetpuntsdriehoek van het middelpunt van de ingeschreven cirkel.

## Stralen
De stralen van de aangeschreven cirkels worden meestal aangeduid met {\displaystyle \,r_{a}}, {\displaystyle \,r_{b}} en {\displaystyle \,r_{c}}. Formules voor {\displaystyle \,r_{a}} zijn:
- {\displaystyle \displaystyle r_{a}={\frac {\Delta }{s-a}}},
- {\displaystyle \displaystyle r_{a}={\frac {1}{2}}{\sqrt {\frac {(a+b+c)(a-b+c)(a+b-c)}{-a+b+c}}}},
- {\displaystyle \displaystyle r_{a}={\frac {abc}{4(s-a)R}}}.

Hierin is R de straal van de omgeschreven cirkel, {\displaystyle \,\Delta } de oppervlakte van ABC en s de halve omtrek.
Verbanden met de straal r van de ingeschreven cirkel worden gegeven door:
- {\displaystyle \displaystyle rr_{a}r_{b}r_{c}=\Delta ^{2}}
- {\displaystyle \displaystyle {\frac {1}{r_{a}}}+{\frac {1}{r_{b}}}+{\frac {1}{r_{c}}}={\frac {1}{r}}}
- {\displaystyle \displaystyle r_{a}+r_{b}+r_{c}-r=4R}